# Логстаун
Логстаун (англ. Logstown, на делаварском Maughwawame) — индейская деревня XVIII века, которая располагалась на реке Огайо на территории современного тауншипа Хармони, штат Пенсильвания. Деревня была значительным поселением коренных американцев в Западной Пенсильвании и местом подписания Логстаунского договора в 1752 году между Компанией Огайо, провинцией Виргиния и конфедерацией ирокезов, которая претендовала на регион долины реки Огайо.
Будучи большим поселением, и из-за своего стратегического расположения в Долине Огайо, Логстаун являлся важным сообществом как для местных индейских племён, так и для двух колониальных держав — Франции и Британии, обе из которых безуспешно строили планы строительства фортов рядом с ним. Логстаун был сожжён в 1754 году, и хотя на следующий год он был восстановлен, в 1758 году индейцы окончательно покинули его.